# 空枝翼龍屬
空枝翼龍屬（屬名：Caviramus）是翼龍目的一屬，化石發現於瑞士北石灰岩山脉的克森組下層，地質年代為三疊紀晚期的諾利階與雷蒂亞階交界。
在2006年，Nadia Fröbisch等人將這些化石敘述、命名，模式種是謝薩普拉納空枝翼龍（C. schesaplanensis）。屬名在拉丁文意為「空的旁支」，意指頜部骨頭的內部中空；種名則是以瑞士與奧地利交界的謝薩普拉納山為名。

## 敘述
正模標本（編號PIMUZ A/III 1225）是三塊下頜支部的碎片、以及兩顆多齒尖的牙齒。一顆牙齒有三齒尖，另一顆牙齒有四齒尖。儘管兩顆牙齒有不同齒尖數，研究人員認為牠們屬於同種動物。牠們被推測具有12到17顆牙齒。齒列旁邊有一排橢圓型、大型洞孔，研究人員推測，牠們的下頜在生前曾覆蓋軟組織或角質。頜部輕，內部中空。空枝翼龍的牙齒類似真雙型齒翼龍，但兩者的頜部有明顯差異。目前很少發現三疊紀翼龍類化石，因此空枝翼龍是個重要的發現。
第二個標本是一個關節脫落的部分身體骨骼、幾乎完整的頭顱骨，原本被建立為獨立屬，Raeticodactylus filisurensis。上頜前段的中線有個高薄的骨質頭冠，下頜中線則有個隆脊。前上頜骨具有長牙齒，上頜骨的牙齒有3到5個齒尖，類似真雙型齒翼龍。空枝翼龍的翼展約135公分，被推測可能是以魚類為食。

## 分類
雖然空枝翼龍與真雙型齒翼龍有許多相似處，空枝翼龍被命名時，被分類為翼龍目的分類未定屬。在2009年，Fabio Dalla Vecchia研究Raeticodactylus的化石，是一個更完整的身體骨骼、包含下頜的標本，發現空枝翼龍與Raeticodactylus可能是同種動物。兩者的體型、頭冠差異，可能跟年齡、性別有關。之後，有其他研究人員也支持兩者為相同動物。Dalla Vecchia發現這兩個標本、卡尼亞翼龍形成一個演化支，顯示空枝翼龍屬於曲頜形翼龍。